# Arnold Buchthal

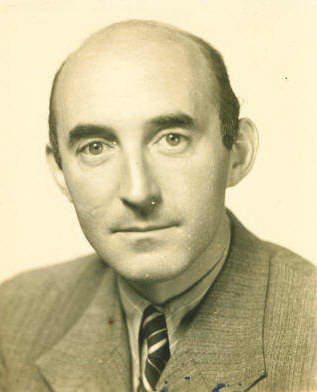
Arnold Buchthal, vermutlich um 1930

Arnold Buchthal (geboren 28. November 1900 in Dortmund; gestorben 5. August 1965 in Pesaro, Italien) war ein deutscher Staatsanwalt. Seine jüngere Tochter ist die Software-Pionierin Dame Stephanie Shirley.

## Leben
Arnold Buchthal war der Sohn von Rosa und Felix Buchthal. Rosa Buchthal war die erste Frau im Dortmunder Stadtrat. Ihr Mann betrieb eine Kaffeerösterei mit einigen Filialen in der Stadt. Arnold wuchs in dem von den Eltern errichteten Neubau in der Bornstraße 19 auf, wo sich auch die Rösterei befand. Er legte 1918 am Städtischen Gymnasium das Abitur ab. Vom 21. Juni 1918 bis zum 3. Februar 1919 absolvierte er seinen Militärdienst in Dortmund.
Im Rahmen seines Jurastudiums kam Arnold Buchthal am 28. Juli 1922 als Referendar zum Amtsgericht Langendreer, am 28. Januar 1923 zum Landgericht Dortmund, Ende 1923 dort zur Staatsanwaltschaft, im Februar 1924 in die Notariatskanzlei Blumenthal in Dortmund, die ihm am 23. August ein ausgezeichnetes Zeugnis ausstellte. Am 1. September 1924 fand Buchthal wieder zum Amtsgericht Dortmund zurück. Am 28. März 1925 setzte er den „Vorbereitungsdienst“ am Oberlandesgericht Hamm und Amtsgericht Gelsenkirchen fort und wurde nach der „großen Staatsprüfung“ am 1. Dezember 1925 (Prädikat gut) Gerichtsassessor. 1926 wechselte er mehrfach die Stelle, u. a. als Hilfsrichter am Landgericht Buer und bis 1927 in Bochum. In diesem Zeitraum fiel er wegen Krankheit zweimal für mehrere Wochen aus. Die Anstellung in Bochum endete nach mehreren Verlängerungen 1928. Später wurde er Amts- und Landgerichtsrat. Der Dortmunder Landgerichtspräsident sprach am 26. Februar 1929 gegenüber dem Oberlandesgerichtspräsidenten in Hamm für eine Bevorzugung Buchthals wegen seiner „außerordentlichen Tüchtigkeit“ aus. Als Amts- und Landrichter in Dortmund ab August 1929 bezog er ein Jahresgrundgehalt von 4400 Reichsmark. Er sprach fünf Sprachen.
Mit der Machtergreifung der Nationalsozialisten im Januar 1933 wurden innerhalb weniger Monate alle jüdischen Bürger, die Beamtenpositionen innehatten, entlassen. So auch Buchthal, Sohn jüdischer Eltern, „Volljude“ im Nazi-Jargon. Er wurde zwangsbeurlaubt und erhielt am 7. Juli 1933 seine Kündigung vom Preußischen Justizministerium zum November. Am 10. Juli erreichte Buchthal, der damals in der Landgrafenstr. 83 wohnte, ein Einschreiben des OLG Hamm, dass die Versetzung in den Ruhestand sofort einträte und sein Name aus dem Register der Justizbeamten gelöscht würde. Seine Frau Grete und er konnten kaum für die Entbindungskosten (332 Reichsmark) der zweiten Tochter im September 1933 aufkommen. Die Familie wanderte Ende 1933 nach Österreich aus. Nach dem Anschluss Österreichs an das Deutsche Reich 1938 wurde das Überleben von Juden auch dort problematisch. Um das Leben ihrer beiden Töchter zu retten, schickten die Eltern sie 1939 mit einem Kindertransport von Wien nach England.
Buchthal und seine im österreichischen Krems geborene Frau Grete (geb. Schlick) trennten sich. Hauptgrund des Zerwürfnisses war Gretes Vorwurf, als Nicht-Jüdin unter seiner „Vorbelastung“ leiden zu müssen. Arnold Buchthal wanderte in die Schweiz und wenig später nach England aus. Wie alle männlichen Erwachsenen, die aus Nazi-Deutschland flohen, galt auch er als „Enemy alien“, also als feindlicher Ausländer. Die Briten deportierten ihn zusammen mit etwa 2000 jüdischen (!) Flüchtlingen und 400 deutschen und italienischen Kriegsgefangenen 1940 nach Australien, wo sie in das Gefangenenlager in Hay, New South Wales, kamen. Erst eine Debatte im britischen Parlament sorgte dafür, dass die Überlebenden zurück nach England kamen. Buchthal gehörte ab 1941 zu einer Hilfsmannschaft der britischen Truppen.
Nach dem Zweiten Weltkrieg rief man ihn als Übersetzer zu den Nürnberger Kriegsverbrecherprozessen. Dort musste er den US-amerikanischen Richtern unter anderem Worte wie „polnisches Untermenschentum“ erklären.
Arnold Buchthal zog nach Offenbach und ging in den Staatsdienst. Bis Oktober 1957 war er Oberstaatsanwalt des Landgerichts Frankfurt. In dieser Funktion hatte er u. a. mit dem an seinem Gericht anhängigen Verfahren gegen die Nazi-Kriegsverbrecher Adolf Eichmann und dessen Stellvertreter Hermann Krumey zu tun. Buchthal arbeitete in dieser Sache mit seinem Kollegen Fritz Bauer zusammen, der als Hessischer Generalstaatsanwalt in der Zeit in Frankfurt die Auschwitzprozesse vorbereitete. Buchthal erntete auch Kritik: Er ging als Staatsanwalt vorschnell gegen eine in diversen Zeitungen abgedruckte Wahlwerbung zur Bundestagswahl 1957 vor und wurde als Senatspräsident am Oberlandesgericht nach Darmstadt versetzt. Er starb 1965 in Italien.